# Pavonia oxyphylla
Pavonia oxyphylla là một loài thực vật có hoa trong họ Cẩm quỳ. Loài này được (DC.) Fryxell mô tả khoa học đầu tiên năm 1977.